# Teniersplaats

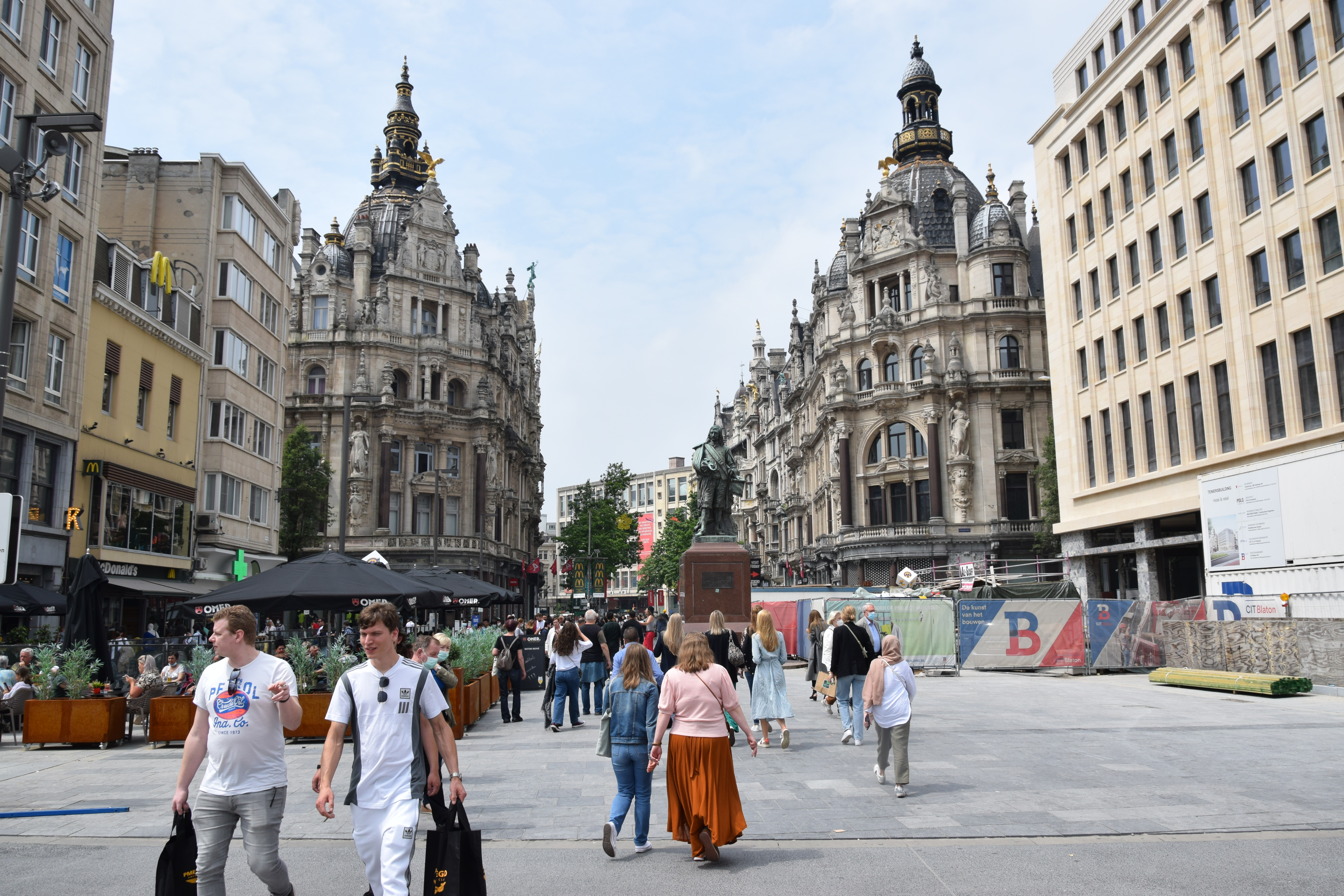
Teniersplaats

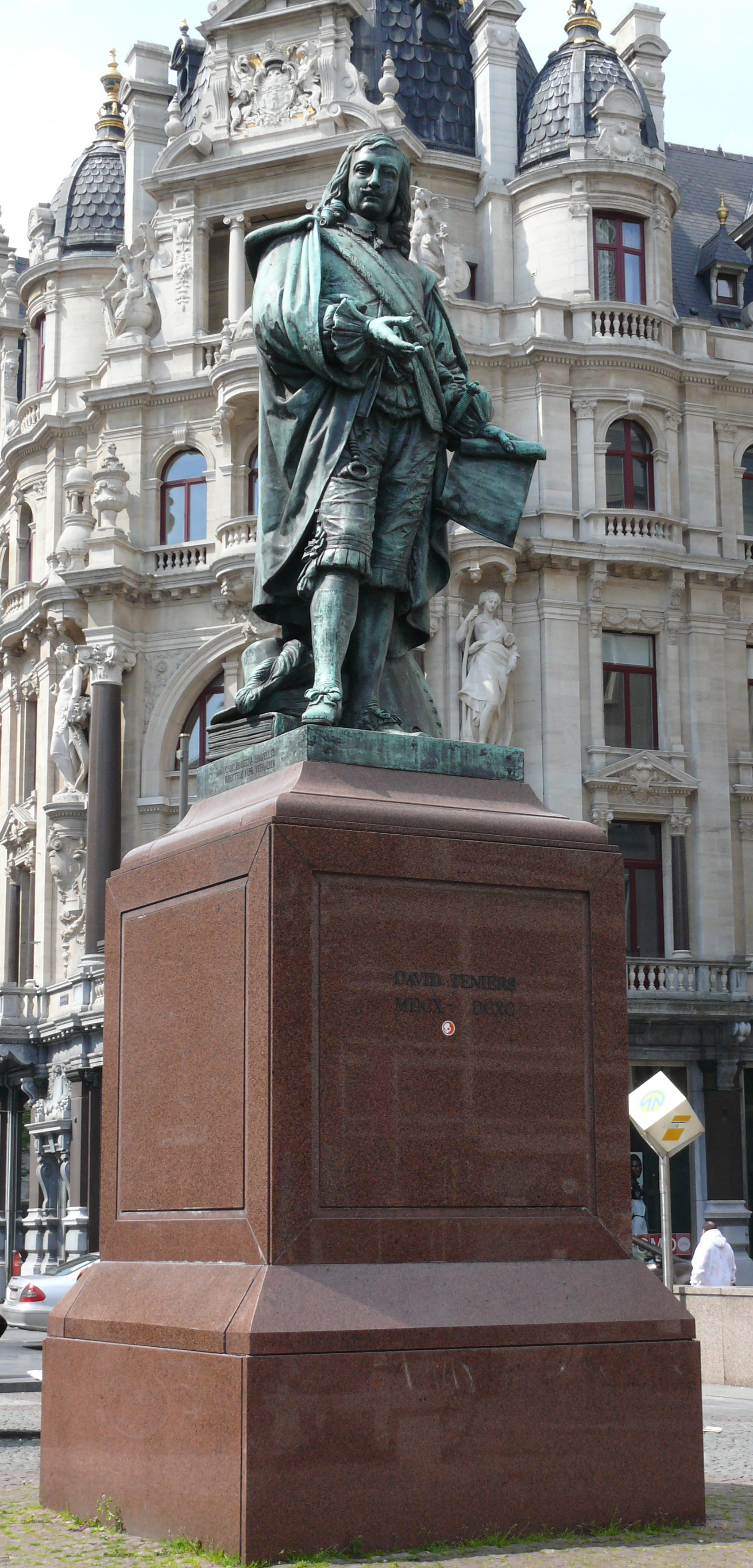
Standbeeld van David Teniers op de Teniersplaats

De Teniersplaats is een plein in Antwerpen op de kruising van de Frankrijklei, de De Keyserlei en de Leysstraat.

## Ligging
De Teniersplaats maakt samen met de De Keyserlei, de Leysstraat, de Meir, de Groenplaats en de Suikerrui deel uit van de weg naar de Congoboot, een verkeersas tussen het Centraal Station en de Kaaien. Onder de Teniersplaats bevindt zich het premetrostation Opera, genoemd naar de Vlaamse Opera, dat op loopafstand van de Teniersplaats ligt. 

## V2-inslag
Op 27 november 1944 was er een inslag van een Duitse V2-raket op de Teniersplaats, met 157 doden, twee vermisten en meer dan 300 gewonden tot gevolg. Onder de slachtoffers waren voor het eerst een groot aantal geallieerde militairen, 29 in totaal.